# Vallée de Fécamp

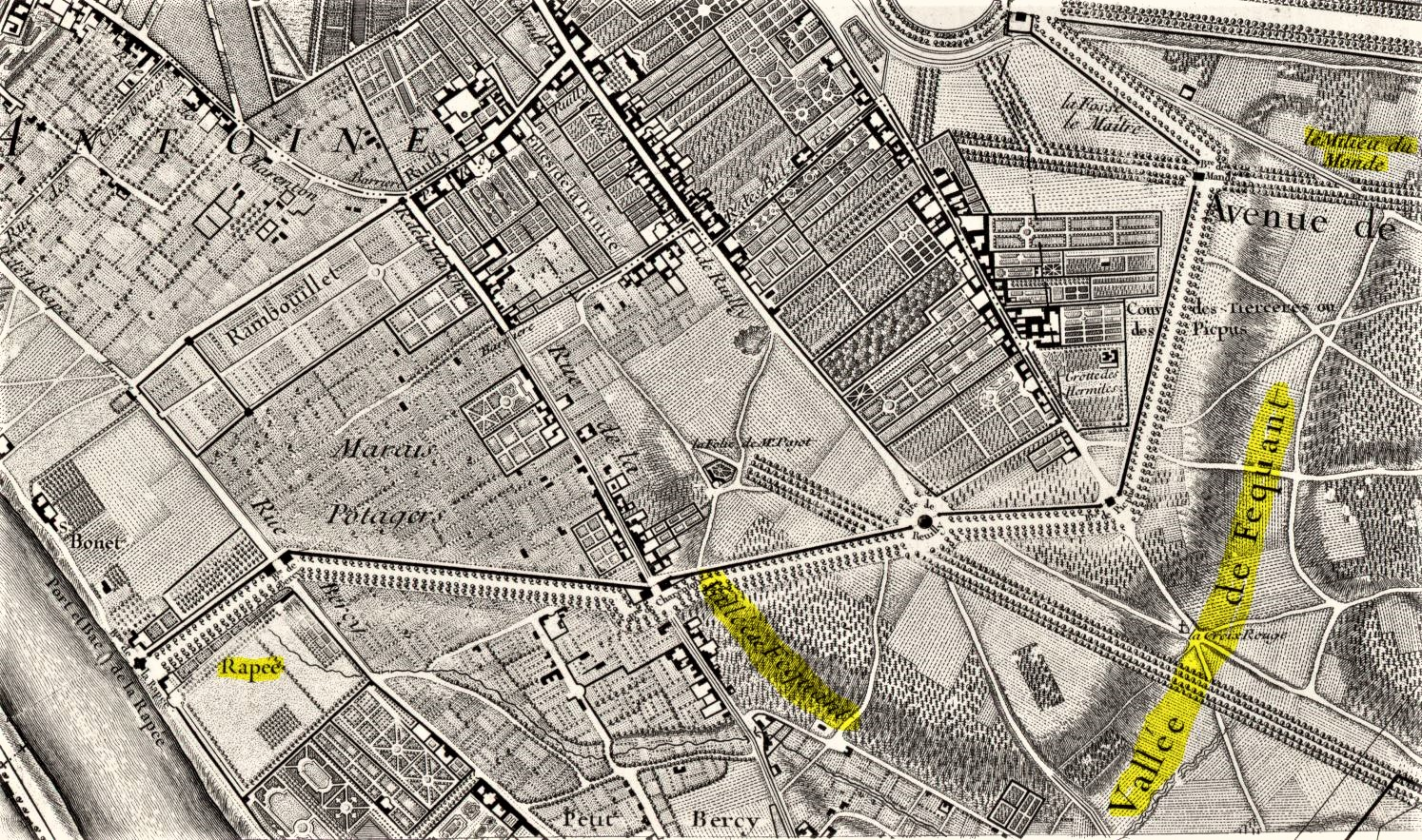
La Vallée de Fécamp, appelée « Vallée de Féquant », est bien visible sur le plan de Roussel (1730).

La vallée de Fécamp est une ancienne vallée et un lieu-dit du 12e arrondissement de Paris.
Elle est constituée par la dépression creusée par le ru de Montreuil, jusqu'à son débouché dans la Seine au lieu-dit la Rapée à la hauteur du pont de Bercy.

## Origine du nom
Selon Fernand Bournon, les abbés de l'abbaye de la Trinité de Fécamp, qui avaient un hôtel rue Hautefeuille, possédaient un domaine en ce lieu.
Jusqu’à la Révolution, le couvent des Blancs-Manteaux était un des plus importants propriétaires de la vallée.
C'est dans la vallée de Fécamp que se trouvait le lieu-dit des Fonds Verts.

## Parcours
La vallée de Fécamp est bien dessinée et nommée sur le plan de Roussel de 1731. D'après ce plan, elle commence à un lieu nommé le milieu du monde, situé vers l'intersection actuelle de la rue du Rendez-Vous et de l'avenue de Saint-Mandé.
 Elle descend ensuite en suivant l'axe de l'avenue du Docteur-Arnold-Netter et des rues Marsoulan, Sibuet et de Toul, puis, après la Croix Rouge (vers le métro Michel-Bizot), va jusqu'au cabaret de la Grande Pinte de Bercy par l'actuelle rue de Fécamp avant d'obliquer vers l'ouest, approximativement entre la rue de Wattignies et la rue des Meuniers, dans l'axe de la rue des Fonds-Verts.
Elle suivait le cours du ruisseau de Montreuil. Au XVIIe siècle, des carrières exploitaient la pierre pour la construction d’immeubles parisiens. L’extraction se faisait à l'aide de roues. Six d'entre elles sont représentées sur le plan de Jouvin de Rochefort (1672).

## Traces
Bien que rendue invisible par l'urbanisation contemporaine, la mémoire de cette vallée se conserve dans les noms de la rue de Fécamp, de l'ancienne rue de la Vallée-de-Fécamp et de l'impasse de la Vallée-de-Fécamp.

## Quartier Vallée de Fécamp
Le quartier Vallée de Fécamp a pour limites l'avenue Daumesnil, le boulevard périphérique, l'avenue de la Porte-de-Charenton, la rue de Charenton, la rue de la Brèche-aux-Loups, une portion de la rue Taine et une portion de la place Félix-Éboué.